# Новопетропавловский сельсовет (Оренбургская область)
Новопетропавловский сельсовет — административно-территориальное образование и бывшее муниципальное образование со статусом сельского поселения в Гайском районе Оренбургской области.
Административный центр — село Новопетропавловка